# گیرنده هورمون آزادکننده کورتیکوتروپین
گیرنده‌های هورمون آزادکننده کورتیکوتروپین (انگلیسی: Corticotropin-releasing hormone receptors) که با نام گیرنده‌های فاکتور آزادکننده کورتیکوتروپین (CRFRs) هم شناخته می‌شوند، گروهی از گیرنده‌های جفت‌شونده با پروتئین جی که با هورمون آزادکننده کورتیکوتروپین اتصال می‌یابند.
این گیرنده‌ها در پاسخ به فشار روانی نقش دارند.